# C15H16N4O2
化学式C15H16N4O2（摩尔质量：284.32 g/mol）可能指：
- 唑美巴占，CAS号：78466-70-3
- 烟拉文，CAS号：79455-30-4

|  | 这个同类索引页列出了具有相同分子式的化学物（即同分異構體）条目。 除非您是有意链接至本页，否则应将相应条目的内部链接指向正确的条目。 |